# 伊瓦尔·韦内宁
伊瓦尔·韦内宁（芬蘭語：Iivar Väänänen，1887年9月17日—1959年4月13日），芬兰男子射击运动员。他曾代表芬兰参加1912年夏季奥林匹克运动会射击比赛，获得男子团体100米移动靶单次射击铜牌。